# 阿隆·羅素
阿伦·约瑟夫·拉塞尔（英語：Aaron Joseph Russell；1993年6月4日—）是一位美國排球運動員。他是美國國家男子排球隊和宾夕法尼亚州立大学排球俱樂部的一員。從2015年7月開始，他將效力於意大利球隊佩魯賈。